# أوبونتو
أوبونتو (بالإنجليزية: Ubuntu)‏ هي إحدى توزيعات لينكس (توزيعة جنو/لينكس) لأجهزة سطح المكتب وأجهزة الحاسوب المحمولة والخوادم، تُعد واحدة من أكثر توزيعات لينكس شعبية. تتضمَّن أهداف أوبونتو تقديم نظام تشغيل ثابت محدَّث للمستخدمين المتوسطين، مع التركيز على سهولة الاستخدام والتثبيت. أوبونتو مبنية على توزيعة دبيان، وهي مقدمة من كانونيكال ليمتد المملوكة من الجنوب إفريقي مارك شاتلوورث. أصل كلمة أوبنتو من لغة الزولو والمعنى الحرفي لها هي «الإنسانية»، ولكن المعنى المقصود بها يأتي من الاستخدام الـجنوب إفريقي لها لوصف مبدأ «الإنسانية تجاه الآخرين» أو ما يترجم أحيانًا بـ «نحن موجودون بسبب الآخرين» بالإضافة إلى ترجمات أخرى يقترحها البعض. سُمِّيَت التوزيعة بهذا الاسم لأنه يراد لها أن تجلب مفهوم أوبونتو إلى عالم البرمجيات، فأوبونتو هو نظام حر ومجاني ويمكن نشره بين أي عدد من الأشخاص.
كوبونتو وزوبنتو هي مشاريع رسمية ثانوية من مشروع أوبونتو، تهدف إلى جلب بيئة أسطح المكتب كدي وإكسفس على التوالي إلى قلب أوبونتو (الذي يستخدم سطح مكتب يونيتي مبدئيًّا). إيديوبونتو هو مشروع رسمي ثانوي مُصمم للعمل في المدارس والذي يجب أن يكون مناسبًا للأطفال للاستخدام في المنزل.
تُطلِق كانونيكال إصدارا جديدا من أوبنتو كل ستة أشهر (في الشهر الرابع والشهر العاشر من كل سنة). يحصُل كل إصدار على دعم لمدة تسعة أشهر يشمل ترقيعات يومية للثغرات الأمنية وتحديثات للبرامج الأساسية. تُطلِق كانونيكال، بعد كل ثلاث إصدارات عادية، إصدارا ذا دعم طويل المدى (Long Term Support وتختصر إلى LTS). في السابق، كان الإصدار ذا الدعم طويل الأمد يحصل على دعم لثلاث سنوات بالنسبة لنسخة الأجهزة المكتبية وخمس سنوات لنسخة الخوادم، ولكن ابتداءً من الإصدار 12.04 أصبح يحصل على دعم خمس سنوات لكل من نسخة الأجهزة المكتبية ونسخة الخوادم.

## تاريخ

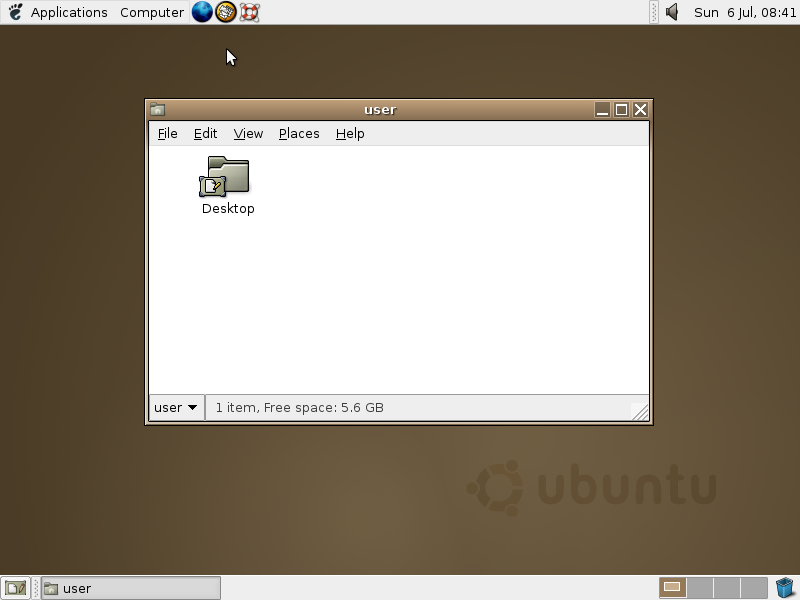
أول إصدار من أوبونتو

النسخة الأولى من أوبونتو كانت في 20 أكتوبر 2004، وهي نسخة معدلة من مشروع دبيان، بعدها أطلق إصدار جديد من أوبونتو دوريا كل ستة أشهر، ويحصل كل إصدار على دعم مجاني لثمانية أشهر، لينتج بذلك نظام تشغيل محدث باستمرار. إصدارات أوبونتو تحتوي دائمًا على النسخ الأحدث من جنوم، ويتم تحديد موعد الإصدار ليكون بعد شهر من إصدار نسخة جنوم. على عكس النسخ السابقة المعدلة من دبيان عامة الأغراض مثل لينسباير وليبرانيت والتي يعتمد أكثرها على الإضافات الاحتكارية ومغلقة المصدر، أوبونتو ظل أقرب إلى فلسفة دبيان ويستخدم البرمجيات الحرة معظم الوقت.
بعد كل أربع إصدارات عادية، أي بعد كل سنتين، يُعلَن عن إصدار طويل الدعم (بالإنجليزية: long-term support)‏ وتُخصر بـ (LTS). تتضمن النسخة طويلة الأمد تحديثات للعتاد وترقيعات أمنية بالإضافة إلى تحديثات لأساس الحوسبة السحابية الخاصة بأوبونتو. دُعِم الإصدار الأول طويلة الأمد لمدة ثلاث سنوات بالنسبة لنسخ سطح المكتب وخمس سنوات للخوادم؛ وابتداء بأوبونتو 12.04 طويلة الأمد ارتفع دعم إصدارات سطح المكتب لخمس سنوات أيضًا.
حزم أوبونتو مبنية على حزم من دبيان حيث أن كلا التوزيعتين تعتمدان على صيغة حزم ديب وأدوات نظام إدارة الحزم (أداة الحزم المتقدمة ومركز برمجيات أوبنتو)، ليس بالضرورة أن تكون حزم دبيان وأوبونتو متوافقة في الشيفرة الثنائية، لكن أحيانًا حزم.deb قد تحتاج أن يُعاد بناؤها من شيفرة مصدرية لتعمل على أوبونتو. يقوم العديد من مطوري أوبونتو بحفظ مفتاح الحزم ضمن دبيان، أوبونتو تتعاون مع دبيان عن طريق جعل نظامها أقرب إلى نظام هذه الأخيرة، وقد انتُقد هذا الأمر سابقًا حيث صرح مؤسس دبيان إيان موردوك عن مخاوفه تجاه احتمال انفصال حزم أوبونتو عن دبيان بشكل كبير لدرجة أنها لن تصبح متوافقة. قبل الإصدار، يتم استيراد الحزم من دبيان غير المستقرة باستمرار وتُدمَج مع تعديلات أوبونتو المحددة، ثم قبل شهر من الإصدار، يتم إيقاف الإستيراد، ويتم تشغيل الحزم للتأكد من أن جميع المزايا الجديدة تعمل بشكل جيد.
حاليًا أوبونتو ممول من قبل شركة كانونيكال. في 8 يوليو 2005 أعلن كل من مارك شاتلوورث وكانونيكال عن إنشاء مؤسسة أوبونتو وتقديم دعم أولي قدره عشرة ملايين دولار أمريكي، الهدف من المؤسسة هو ضمان الدعم والتطوير لجميع الإصدارات المستقبلية من أوبونتو. وصف شاتلوورث المؤسسة بـ«الاحتياط» (في حالة توقفت شركة كانونيكال).
أعلنت أوبونتو في 12 مارس 2009 عن دعمها لتطوير منصات الإدارة السحابية من الطرف الثالث مثل تلك المستخدمة في أمازون إي سي 2.
استعملت واجهة يونتي واجهة سطح المكتب مع صدور إصدار 10.10 أوبونتو نسخة نت بوك، وابتداء من أوبونتو 11.04 تم دمج نسخة النت بوك مع نسخة سطح المكتب وأصبحت واجهة يونتي واجهة المستخدم الرسومية الافتراضية في أوبونتو سطح المكتب.
أعلن مارك شاتلوورث في 31 أكتوبر 2011 أن دعم أوبونتو للهواتف الذكية والأجهزة اللوحية وأجهزة التلفاز قد حُدد ليضاف إلى أوبونتو 14.04. أعلنت كانونيكال عن تلفاز أوبونتو بتاريخ 9 يناير 2012 في معرض الإلكترونيات الاستهلاكية.

### متطلبات النظام
متطلبات النظام لمنتجات أوبونتو متفاوتة جدًا فيما بينها، فلنسخة سطح المكتب يستحسن أن يكون الحاسوب ذا ذاكرة عشوائية حجمها 2 جيجابايت مع حجم قرص قدره 25 جيجابايت، أما للحواسيب ذات إمكانيات أضعف فيستحسن استخدام نظامي زوبونتو أو لوبونتو.
بدأت أوبونتو بدعم معالجات ARM ابتداءً من إصدار 12.04، وبنية x86، وهناك دعم غير رسمي لمعالجات PowerPC.

### التثبيت
يُثبَّت أوبونتو عامة عن طريق قرص حي أو USB حي، يمكن للنظام العمل مباشرة من قرص مضغوط (لكنه عادة يكون أبطأ مقارنة بتشغيله من قرص صلب)، مما يسمح للمستخدم بتجربة النظام ومعرفة مدى توافق العتاد والتعريفات. كما يتضمن القرص مُـثَبّـت Ubiquity، والذي يرشد المستخدم أثناء عملية التثبيت. يتوفر موقع أوبونتو على جميع الأقراص الحالية والسابقة وهي متاحة للتحميل، ويتطلب التثبيت من الأقراص سعة ذاكرة عشوائية دُنيا 384 ميجابايت (ابتداءً من أوبونتو 12.10).
يمكن للمستخدمين تحميل صور.iso من القرص، والتي يمكن نسخها على أقراص مضغوطة أو على أقراص DVD، أو من قرص صلب باستخدام برنامج UNetbootin أو GRUB. أوبونتو متوفر على منصات PowerPC وسبارك و IA-64، بالرغم من أنها غير مدعومة بشكل رسمي.
وفرت شركة كانونيكال نظامَيْ أوبونتو وكوبونتو على أقراص مضغوطة حيّة مجانًا إضافة لأجرة البريد وذلك من خلال خدمة تسمى ShipIt، توقفت الخدمة في أبريل 2011. يقدم متجر كانونيكال خمسة أقراص مضغوطة حيّة بثمن 5 دولار. كما توجد العديد من البرامج مثل remastersys وReconstructor لصنع نسخ معدلة من أقراص أوبونتو الحية.
يمكن لكل من أوبونتو وكوبونتو الإقلاع والعمل من فلاشة (بما أن البيوس يدعم الإقلاع منها) مع خيار حفظ الإعدادات للفلاشة لينتج عن ذلك نسخة محمولة قادرة على العمل على أي حاسوب يسمح بالإقلاع عن طريق الفلاشة. وفي النسخ الحديثة، برنامج صانع الفلاشات من أوبونتو يمكِّن من تثبيت أوبونتو على فلاشة.
يمكن تنصيب نسخة سطح المكتب باستعمال النت بوت الذي يستعمل مثبت دبيان ويمكن من تثبيت بعض مميزات أوبونتو: الترقية من النسخ القديمة إلى النسخ الحديثة دون اتصال بالشبكة، تقسيم مصفوفة التعدد للأقراص المستقلة وإدارة وحدة التخزين المنطقية، التثبيت على أنظمة ذات ذاكرة عشوائية أقل من 256 ميجابايت (بالرغم من أن الأنظمة ضعيفة الذاكرة قد لا تستطيع تشغيل بيئة سطح المكتب كاملة بشكل مناسب).

## تصنيف الحزم ودعمها
يُقَسم أوبونتو معظم البرمجيات إلى أربعة نطاقات لعكس الاختلافات في الترخيص ودرجة الدعم المتوفرة. بعض التطبيقات غير المدعومة تتلقى تحديثات من أعضاء المجتمع ولكن ليس من شركة كانونيكال نفسها.
|            | برمجيات حرة   | برمجيات غير حرة   |
| ---------- | ------------- | ----------------- |
| مدعومة     | رئيسية Main   | محدودة Restricted |
| غير مدعومة | عامة Universe | متعددة Multiverse |

البرمجيات الحرة تتضمن البرمجيات التي استوفت متطلبات ترخيص أوبونتو والتي تتشابه تقريبًا مع إرشادات دبيان للبرمجيات الحرة، لكن هناك استثناءات تتضمن البرامج الثابتة وخطوط الحاسوب في فئة الحزم الرئيسية (Main) لأنها وبالرغم من أنه من غير المسموح تعديلها إلا إنها ملكية خالية.
عادة البرمجيات غير الحرة غير مدعومة (فئة متعددة) لكن تم وضع بعض الاستثناءات (فئة محدودة) للمهمة منها، وتتضمن هذه الاستثناءات المشغلات التي يمكن استعمالها لتشغيل أوبونتو على العتاد الحالي، مثل بطاقات العرض المرئي. مستوى الدعم في الفئة المحدودة (Restricted) محدود أكثر من الفئة الرئيسة لأن المطورين قد لا يملكون ترخيصًا للحصول على الشفرة المصدرية. ومن المتعمد أن الفئتين الرئيستان والمحدودتان يجب أن تتضمنا جميع البرمجيات اللازمة لبيئة سطح مكتب كاملة، وُضِعت البرامج البديلة التي تؤدي نفس المهام في الفئتين العامة والمتعددة.
إضافةً إلى كل هذا، توجد مرحلة يتوقف فيها تعديل البرمجيات بعد إصدار أولي، لذا يأتي دور برنامج Ubuntu Backports وهو برنامج رسمي عبارة عن مستودع مُنظم للحمل العكسي للبرمجيات الحديثة من إصدارات لاحقة من أوبونتو. المستودع ليس شاملا، فهو يتكون بشكل أساسي من حزم مطلوبة من المستخدمين، والتي يتم قبولها في حالة استيفائها لمعايير الجودة، كما أن المستودع لا يستقبل أي دعم من شركة كانونيكال فمجتمع أوبونتو هو الذي يصونه.
يقدم مستودع -التحديثات (بالإنجليزية: -updates)‏ تحديثات إصدارات مستقرة من أوبونتو ويتم تنصيبها بشكل عام عن طريق مدير التحديثات. يُـمنح لكل إصدار مستودع التحديثات الخاص به. تقوم كانونيكال بتقديم الدعم للحزم الرئيسة والمحدودة، بينما الدعم للحزم العامة والمتعددة فيقدمه المجتمع، كل تحديثات تضاف للمستودع يجب أن تستوفي بعض المتطلبات وتضاف أولا إلى مستودع -المُقتَرَحة (-proposed) قبل أن تصبح متاحةً للعامة. وكلها متوفرة حتى نهاية الدعم للإصدار.
يحتوي مستودع -المقترحة على تحديثات من الضروري الموافقة عليها قبل أن تُنقَل لمستودع التحديثات، تمر كل التحديثات عبر هذا الإجراء للتأكد من أن الترقيع يقوم فعلا بإصلاح العيوب وعدم وجود أي مخاطر من التراجع. وتتم الموافقة على التحديثات في المستودع من قبل كانونيكال أو أعضاء المجتمع.
مستودع الشراكة يتيح للبائعين إمكانية إصدار برمجياتهم المملوكة لمستخدمي أوبونتو مجّانًا وباستخدام نفس الأدوات الشائعة سواءً لتنصيب أوترقية البرمجيات. وتدعم كانونيكال تحزيم البرمجيات لأوبونتو من المستودع، كما تقدم الإرشادات للبائعين. المستودع مُعطل افتراضيًا ويمكن للمستخدم تفعيله، ومن أشهر البرمجيات المُوزعة عبر هذا المستودع هي سكايب وأدوبي فلاش بلاير وأدوبي أكروبات.

### برمجيات الطرف الثالث
لأوبونتو نظام إصدار شهادات خاص ببرمجيات الطرف الثالث، بعض برمجيات الطرف الثالث التي لا تحد من توزيعها ملحقة في فئة الحزم المتعددة في أوبونتو، وتحتوي حزمة ubuntu-restricted-extras على برمجيات قد تكون مقيدة قانونيًا، منها دعم تشغيل MP3 والـDVD وخطوط الويب الأساسية من مايكروسوفت وآلة جافا الافتراضية من صن ميكروسيستمز، وأدوبي فلاش بلاير من أدوبي، وأرشيف للبيانات المضغوطة بصيغة RAR بالإضافة إلى مجموعة كوديك شهيرة لتشغيل والمقاطع والملفات الصوتية.
تطبيقات الطرف الثالث متوفرة للشراء عبر مركز برمجيات أوبونتو مع العديد من الألعاب عالية الجودة.
برنامج Steam متوفر أيضًا مع مجموعة واسعة من الألعاب المستقلة مثل فقدان ذاكرة: السلالة المظلمة وألعاب أخرى مثل هاف-لايف 2 وكاونتر سترايك سورس.

## الخصائص
أوبونتو يركز على سهولة الاستخدام والأمان، بما في ذلك الاستعمال الواسع لأداة sudo للمهام الإدارية، بالإضافة إلى قابلية الوصول والانتشار العالمي ليصل إلى أكبر قدر من الأشخاص. ابتداء من النسخة 5.04، UTF-8 أصبح الترميز الافتراضي للمحارف. في الإصدارات القديمة كان المظهر الابتدائي لواجهة المستخدم يُدعي البشرية Human الذي استُخدِم منذ أول إصدار لأوبونتو إلى أن ظهرت سمة «الضوء Light» التي تتميّز باللون البنفسجي والأسود، وهي التي تحملها أوبونتو 10.04 وما بعدها من الإصدارات.

أوبنتو 'دائرة الأصدقاء'

تأتي النسخ الحديثة من أوبونتو بمجموعة واسعة من البرامج المثبتة مسبقا مثل: الحزمة المكتبية ليبر أوفيس ومتصفح الإنترنت فيرفكس ومحرر الرسوميات النقطية GIMP وعدد من الألعاب خفيفة الحجم. أوبونتو لديه جميع منافذ الشبكات مغلقة افتراضيا لمزيد من الأمان، على الرغم أن بعض الأشخاص يقوم بتشغيل جدار ناري لمراقبة الاتصالات الداخلة والخارجة.
قرص أوبونتو المدمج الحي يسمح للمستخدمين بمعرفة إذا ما كان عتاد أجهزتهم مناسبا لأوبونتو أم لا قبل التثبيت على القرص الصلب، بالإضافة إلى أنه أيضا يستخدم في تثبيت أوبونتو. الأقراص المدمجة متاحة للتحميل عبر الإنترنت. يحتاج القرص المدمج الحي (بالنسبة للنسخة 7.10) 256 ميجابايت من مساحة الذاكرة العشوائية، ويحتاج 4 جيجابايت من مساحة القرص الصلب في حالة تثبيته. هناك قرص تثبيت يستخدم مُثَـبّت دبيان القياسي في الوضع النصي وهو متاح للتحميل من الإنترنت فقط، وهو موجه للأشخاص ذوي الأجهزة منخفضة القدرات.
ابتداء من النسخة 7.04 في أبريل 2007، عملية تثبيت أوبونتو قد تغيرت قليلا، حيث أنه يدعم الآن الانتقال من مايكروسوفت ويندوز. أداة الانتقال الجديدة والتي تدعى مساعد الانتقال Migration Assistant تقوم باستيراد علامات التصفح من ويندوز وخلفية سطح المكتب وإعدادات للاستخدام المباشر في تثبيت أوبونتو.
أوبونتو نظام سهل الاستخدام ولا يحتاج كثيرا من الوقت للتعود عليه، وعكس الظن السائد أن أوبونتو لا يتوفر على الكثير من البرامج حيث أن هناك الكثير من البرامج المتوفرة للنظام والتي يمكن تثبيتها بسهولة كبيرة، كما أنه يتميز بالأمان فهو لا يحتاج لبرامج ضد الفيروسات وحتى إن وجدت فيروسات فإن التحديثات الأمنية تصدر بسرعة. يعتقد البعض أن أوبونتو مازال يعتمد على الطرفية (Terminal) لكن هذا غير صحيح، فأوبونتو نظام متكامل وسهل الاستخدام.

## دعم المصنعين
أوبونتو متاح مثبت مسبقا على أجهزة حاسوب لعدد من المصنعين مثل ديل وتيسكو وسيستم 76. ديل وتيسكو قدموا هذا الخيار ابتداء من 2007، على حين أن سيستم 76 قدمت أوبونتو على أجهزتها منذ إنشائها في نوفمبر 2005. عملاء ديل (والآن سيستم  76) بإمكانهم شراء دعم لمدة 30 يوما أو 3 أشهر أو سنة من خلال شركة أوبونتو الأم كانونيكال. مؤخرا قامت ديل بزيادة إتاحة الأجهزة المبنية على أوبونتو عن طريق تقديمهم للبيع في المملكة المتحدة وفرنسا وألمانيا وكندا وأسبانيا وأمريكا اللاتينية.

## إصدارتها
كل إصدار من أوبونتو له رقم إصدار خاص به يتكون من الشهر والسنة التي صدر فيها، فعلى سبيل المثال أول إصدار 4.10 وهو الأول لأوبونتو كان بتاريخ 20 أكتوبر 2004، قد تتغير أرقام الإصدارات فإذا تم تأجيل تاريخ الإصدار فإن الرقم يتغير وفقًا للتاريخ الجديد.
يُعطى للإصدارات أسماء حركية باستخدام اسم حيوان مع صفة، ما عدا الإصدارين الأولين، حيث سُميا حسب الترتيب الأبجدي، وعامة تعرف إصدارات أوبونتو بجزء الصفة من الاسم الحركي فقط.

توقيت الإصدار محدد أن يكون تقريبًا بعد شهر واحد من إصدر جنوم، والتي بدورها تُصدر بعد شهر واحد من إكس أورج، ونتيجةً لهذا تتلقى إصدارات أوبونتو تحديثات من الإصدارات الجديدة من إكس وجنوم.
للتحديث بين الإصدارات يجب الانتقال من إصدار إلى إصدار آخر فمثلا من أوبونتو 10.04 إلى أوبونتو 10.10، أو من الإصدارات طويلة الأمد إلى الإصدار طويل الأمد الجديد فمثلا 12.04 طويلة الأمد إلى 14.04 طويلة الأمد.

أُصدر أوبونتو 10.10 (مافيرك ميركات) بتاريخ 10 أكتوبر 2010 خلافًا للجدول الزمني التقليدي وهذا لتحقيق "العشرة المثالية"، وفي إشارة لسلسلة كتب دليل هتشايكر للكون"، فإن 101010 في نظام العد الثنائي تساوي العدد 42، الذي يمثل "الإجابة للمعنى المطلق للحياة، الكون وكل شيء" في السلسلة.
مع الإصدار 12.10 لم تعد نسخ سطح المكتب تناسب الأقراص المضغوطة القياسية، مما يتطلب قرصًا رقميًّا أو فلاشة بحجم 1 جيجابايت أو أكثر، لكن توجد نسخ مضغوطة غير رسمية تناسب الأقراص المضغوطة القياسية إلا أنها لا تقع في نفس الظروف.

سيتوقف دعم أوبونتو 12.10 بتاريخ 16 مايو 2014 وسيتوقف الدعم أيضًا لأوبونتو 13.04 بتاريخ 27 يناير 2014، وهذا راجع لكون مدة الدعم للإصدارات غير طويلة الأمد قُلِّص لتسعة أشهر بدلا من ثمانية عشر شهرًا.
| الإصدار           | الاسم الرمزي للإصدار                  | تاريخ الصدور   | نهاية دعم الإصدار                                          | أهم التغييرات |
| ----------------- | ------------------------------------- | -------------- | ---------------------------------------------------------- | --- |
| 4.10              | (وارتي ورتهوج "Warty Warthog")        | 20 أكتوبر 2004 | 30 أبريل 2006                                              | إصدارة بدائية. |
| 5.04 طويلة الأمد  | (هوري هيدجهوج "Hoary Hedgehog")       | 8 أبريل 2005   | 31 أكتوبر 2006                                             | - برنامج "update manager" لإبلاغك عن وجود تحديثات. - إمكانية جعل الجهاز المحمول في وضع الاستعداد، الإسبات. - قاعدة عتاد اوبنتو. - التثبيت من جهاز USB. - جعل الترميز UTF-8 كترميز افتراضي. |
| 5.10              | (بريزي بادجر "Breezy Badger")         | 13 أكتوبر 2005 | 13 أبريل 2007                                              | - إضافة الإقلاع بالواجهة الرسومية. - أداة " Add/Remove Applications " لإضافة وإزالة البرامج. محرر القوائم. - تحديد اللغة بسهولة. التحكم بالصوت. - دعم كامل طابعات شركة هوليت-باكارد. - دعم مثبت OEM. - تكامل منصة التشغيل. |
| 6.06              | (دابر دريك "Dapper Drake")            | 1 يناير 2006   | يونيو 2009 لإصداره سطح المكتب ويونيو 2011 لإصداره الخوادم. | - دعم لمدى طويل. - سي دي حي (إمكانية التشغيل بدون تثبيت). - التثبيت الكامل من سيدي واحد. - واجهة رسومية للتثبيت من السي دي الحي. - واجهة رسومية لإيقاف التشغيل. - مدير الشبكة، لتسهيل الاتصال بالشبكات السلكية واللاسلكية. - ثيم "Humanlooks" أو الإنسان. - برنامج "GDebi" الرسومي لتثبيت البرامج بامتداد.deb |
| 6.10              | (إيدجي إفت "Edgy Eft")                | 26 أكتوبر 2006 | أبريل 2008                                                 | تعديل ثيم " الإنسان "، |
| 7.04 طويلة الأمد  | (فيستي فاون "Feisty Fawn")            | 19 أبريل 2007  | أكتوبر 2008                                                | |
| 7.10              | (جاتسي جيبون "Gutsy Gibbon")          | 18 أكتوبر 2007 | أبريل 2009                                                 | - تحتوي التوزيعة على الإصدار الجديد من الواجهة الرسومية جنوم - تحتوي النسخة بشكل تلقائي على تأثيرات سطح المكتب ثلاثية الأبعاد دون الحاجة إلى تنزيل أي ملفات سوف تقوم التوزيعة بعمل فحص لإمكانيات الجهاز لمعرفة هل يستطيع تشغيل التأثيرات - تم إضافة خاصية البحث من سطح المكتب Desktop search الذي يمكن المستخدم من الوصول السريع للملفات التي يبحث عنها أو إلى صفحات الويب التي يريدها - يمكن التغير بين المستخدمين بشكل سريع دون الحاجة للخروج وإدخال اسم وكلمة مرور من جديد. - تنزيل إضافات فيرفكس مثل الفلاش والجافا أصبحت أكثر سهولة - يقوم النظام بالتعرف على الطابعات بشكل آلي وسريع < - تدعم التوزيعة الكتابة على نظام الملفات إن تي إف إس |
| 8.04 طويلة الأمد  | (هاردي هيرون "Hardy Heron")           | 24 أبريل 2008  | أبريل 2011 لإصدارة سطح المكتب وأبريل 2013 لإصدراة الخوادم  | - دعم طويل المدى، تعديل الثيم، إضافة مثبت Wubi من الوندوز، سهل الحذف. |
| 8.10              | (إنتربد أيبكس "Intrepid Ibex")        | 30 أكتوبر 2008 | أبريل 2010                                                 | |
| 9.04 طويلة الأمد  | (جونتي جاكالوب "Jaunty Jackalope")    | 23 أبريل 2009  | 23 أكتوبر 2010                                             | تم إضافة نوع ملفات اسرع ext4 تم تقليل وقت الإقلاع بشكل ملحوظ، إصدار جنوم 2.26, نظام تنبهات جديدة، تعاريف شاشات جديدة . |
| 9.10              | (كارمك كوالا "Karmic Koala")          | 29 أكتوبر 2009 | 30 أبريل 2011                                              | - تحسين أداء النظام وجعله أكثر استقرارا وزيادة سرعته بالإقلاع والاستخدام . - تحديث واجهة جنوم إلى الإصدار 2.28 - اعتماد برنامج Empathy كبديل لماسنجر Pidgin الافتراضي . - استبدل أداة “إضافة وإزالة البرامج” بـ مركز برمجيات أوبنتو . - أضافة خدمة “Ubuntu One” والتي تسمح لك برفع ملفاتك حتى 2 جيجابايت مجانا . - تحديث نواة نظام Linux إلى الإصدار الأخيرة 2.6.31 - اعتماد نظام الملفات ext4 كنظام ملفات رئيسي . |
| 10.04 طويلة الأمد | (لوسيد لينكس "Lucid Lynx")            | 29 أبريل 2010  | 9 ماي 2013                                                 | - سِمات جديدة - نقل أزرار التحكم في النوافذ إلى اليسار، وإلى اليمين في النسخة الإنجليزية . - إجراء العديد من التحسينات على أداة التنصيب . - تسريع الإقلاع. - إضافة برامج جديدة بشكل افتراضي . - إضافة مميزات وأدوات للشبكات الاجتماعية كفيس بوك وتويتر . - إضافة متجر اوبنتو الموسيقي لبرنامج "أنغام". - إجراء العديد من التحسينات على مركز البرمجيات . - إجراء العديد من التحسينات على مدير الملفات الافتراضي نوتلس . |
| 10.10             | (مافيرك ميركات "Maverick Meerkat")    | 10 أكتوبر 2010 | 10 أبريل 2012                                              | - تحديث سمات أوبنتو . - خط افتراضي جديد . - مركز برامج متطور أكثر . - مدير صور جديد Shotwell - تحديث خدمة Ubuntu-One - دعم تعدد اللمس . - إمكانية التحكم ببرنامج الموسيقى Rhythmbox من خلال قائمة الصوت . - إضافة ميزة في مدير الملفات تتعلق بإعطاء معلومات عن تضارب الملفات . - واجهة جديدة كلياً لحواسيب النت. - إعادة تصميم برنامج التنصيب من الصفر . - إصدارة نواة لينوكس 2.6.35.3 - جنوم 2.32.0 - أوبن أوفيس 3.2.1 - فايرفوكس 3.6.10 - Xorg إصدار 7.5 - Compiez إصدار 0.8.4 |
| 11.04             | (ناتي نوروال "Natty Narwhal")         | 28 أبريل 2011  | 28 أكتوبر 2012                                             | - تغيير الواجهة غنوم واستبدالها بالواجهة يونيتي في التثبيت الرئيسي . - شريط الأدوات في حلة جديدة . |
| 11.10             | (أونيريك أوسيلوت "Oneiric Ocelot")    | 13 أكتوبر 2011 | 9 ماي 2013                                                 | |
| 12.04 طويلة الأمد | (بريسايز بانجولين "Precise Pangolin") | 26 أبريل2012   |                                                            | - HUD والذي يتيح البحث عن خيارات البرنامج من خلال لوحة المفاتيح . |
| 12.10             | (كوانتال كويتزال "Quantal Quetzal")   | 18 أكتوبر2012  | 16 ماي 2014                                                | |
| 13.04             | (رارينج رينجتايل "Raring Ringtail"    | 25 أبريل2013   | 27 يناير 2014                                              | |
| 13.10             | (ساوسي سالامندر "Saucy Salamander"    | 17 أكتوبر2013  | يوليو 2014                                                 | - الإطلاقة الأولى لأوبونتو للهواتف المحمولة - أوبونتو كور لأنظمة إيه.آر.إم 64 بت الجديدة |
| 14.04 طويلة الأمد | تراستي تاهر (Trusty Tahr)             | 17 أبريل 2014  | أبريل 2019                                                 | - تضمين ليبر أوفيس. - إضافة خيار إظهار القوائم في نافذة التطبيق. - دعم للشاشات عالية الدقة. - نواة لينكس 3.13 |
| 14.10             | يوتوبيك يونيكورن "Utopic Unicorn"     | 23 أكتوبر2014  | 23 يوليو 2015                                              | |
| 15.04             | فيفيد فرفيت "Vivid Vervet"            | 23 إبريل2015   | 4 فبراير 2016                                              | |
| 15.10             | ويلي ورولف "Wily Werewolf"            | 22 أكتوبر2015  | يوليو 2016                                                 | - نواة لينكس 4.2 وميزة تحديث النواة من دون الحاجة لإعادة التشغيل - دعم متحكم Steam بشكل كامل - إزالة شريط التمرير الافتراضي وإبداله بشريط التمرير الخاص بجنوم |
| 16.04             | زنيال زيريس "Xenial Xerus"            | 21 إبريل2016   | إبريل 2021                                                 | - نواة لينكس 4.4 - حزم Snaps - التخلّص من مركز برمجيات أوبونتو واستخدام مركز برمجيات جنوم - دعم لنظام الملفّات ZFS |
| 16.10             | ياكيتي ياك "Yakkety Yak"              | 13 أكتوبر2016  | يوليو 2017                                                 | - نسخة المعاينة من يونيتي 8 التي تتضمّن التقارب بين تجربة المستخدم على كل من الهواتف، الأجهزة اللوحية والحواسيب المكتبية. - الإصدار 2.16 من برنامج التحزيم Snapd مع حوالي 500 حزمة منشورة. - التركيز على التحسين في تقنيات الحوسبة الافتراضية. |
| 17.04             | زيستي زابيس "Zesty Zapus"             | 13 إبريل2017   | 13 يناير 2018                                              | - ملفّات تبديل Swap بدلًا من تجزئات تبديل عند التثبيت. - التوقف عن دعم معماريّة 32 بت على منصّة PowerPC. - استخدام برنامج systemd-resolved لحلّ أسماء النطاقات. - نواة لينكس 4.10. - دعم الطابعات التي تتيح الطباعة بدون وجود تعريفات خاصّة بها. |
| 17.10             | آرتفل آردفارك "Artful Aardvark"       | 19 أكتوبر2017  | يوليو 2018                                                 | - استخدام واجهة غنوم شل مبدئيًّا بدلًا من يونيتي. - إلغاء دعم معماريّة 32 بت من ملفّات تثبيت أوبونتو على سطح المكتب، مع توفيرها في طرق تثبيت أخرى. - استخدام خادم العرض Wayland مبدئيًّا بدلًا من X11. |
| 18.04             | بيونيك بيفر "Bionic Beaver"           | 26 إبريل 2018  | إبريل 2023                                                 | - الإصدار 4.15 من نواة لينكس. - تبسيط عمليّة التثبيت وإضافة خيّار جديد لتثبيت الحدّ الأدنى من التطبيقات المبدئيّة. - الإصدار 3.28 من سطح المكتب غنوم شل Gnome Shell، مع تخصيصه ليشبه تخطيط سطح المكتب يونيتي Unity. - شاشة جديدة لتسجيل الدخول وللقفل. - تحسين تطبيق الإعدادات. |

## مشتقات من أوبونتو
هي إصدارات رسمية من أوبونتو، تحفظها وتصونها شركة كانونيكال والمجتمع أيضًا كما تتلقى دعمًا كاملا من كانونيكال، وهي كالتالي:
- أوبونتو سطح المكتب (رسميًا أوبونتو إصدار سطح المكتب، ومعروف ببساطة أوبونتو)، مصمم لسطح المكتب والحواسيب النقالة التي تستخدم واجهة يونتي.[116]
- أوبونتو سطح المكتب للأعمال، إصدار موجه لرجال الأعمال يأتي مع برمجيات أعمال مخصصة مثل أدوبي فلاش وكانونيكال لاندسكيب وحزمة تطوير جافا المفتوحة 6 وبرنامج VMware View، ولا يتوفر الإصدار على تطبيقات الشبكات الاجتماعية ومشاركة الملفات ولا الألعاب.[117] ليس الهدف من الإصدار تقليد التوزيعات الموجهة للشركات، مثل ريد هات لينكس للشركات، بل ووفقًا لمارك شاتلوورث: «جعل تجربة أوبونتو سطح المكتب سهلة على المستخدمين العاملين واستخدامهم له حسب حاجاتهم الخاصة.» [118]
- خادم أوبونتو، موجه للخوادم، قرص التثبيت يسمح للمستخدم تثبيت أوبونتو بشكل دائم ليعمل كخادم، ولا يثبت واجهة رسومية.[119]
- تلفاز أوبونتو، مصنوع للتلفازات الذكية ومعنون بشعار: «تلفاز للبشر»، عُرِض لأول مرة أثناء معرض الإلكترونيات الاستهلاكية من طرف جون برنارد مدير التسويق لدى كانونيكال.[120] يوفر تلفاز أوبونتو إمكانية الوصول إلى خدمات الإنترنت الشهيرة ونقل المحتوى إلى أجهزة الهاتف التي تعمل بأنظمة أندرويد وآي أو إس وأيضًا أوبونتو.[121]
- أوبونتو تاتش، أعلن مارك شتلوورث في 31 أكتوبر 2011 أن أوبونتو سوف تدعم الهواتف الذكية والحواسيب اللوحية بالإضافة إلى التلفاز والشاشات الذكية. وقد تم الكشف عن أوبونتو فون في 2 يناير 2013. بينما تم إطلاق عن أوبونتو معاينة المطور 21 فبراير 2013. حددت كانونيكال يوم 19 أكتوبر 2013 موعدًا لإطلاق الإصدارة المستقرة الأولى من أبونتو تاتش.[122]

### خادم أوبونتو

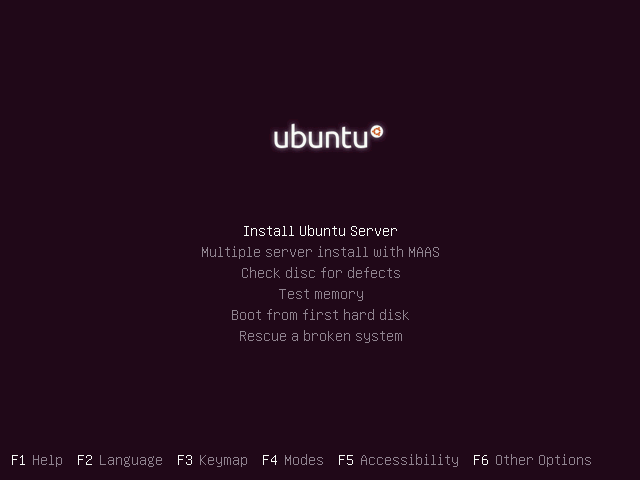
لقطة شاشة من عملية تثبيت خادم أوبونتو 12.04.

لأوبونتو إصدار خاص بالخوادم يستعمل نفس مستودعات APT التي يستعملها أوبونتو سطح المكتب، الاختلافات بينهما هو غياب نظام النافذة إكس في التثبيت الافتراضي لنسخة الخادم (بالرغم من سهولة تثبيتها متضمنة واجهات يونتي وكدي وجنوم وإكس إف سي إي) ويختلفان أيضًا في عملية التثبيت. كما يستعمل الإصدار واجهة مستخدم نصية للتثبيت بدلا من واجهة رسومية.
 يدعم خادم أوبونتو 12.04 طويل الأمد المعالجات الشهيرة الثلاثة: IA-32, X86-64 وARM.
خادم أوبونتو 10.04 قادر على العمل على كل من الأجهزة الافتراضية التالية: في إم وير إي إس إس، فيرشوال بوكس والأجهزة افتراضية، مايكروسوفت هايبر في، وآلات افتراضية معتمدة على الكرنل، وأي حاسوب ذو توافقية مع IBM PC.

### حوسبة سحابية
يوفر أوبونتو خدمة الحوسبة السحابية في أقراص مثبتة مسبقًا تم تعديلها من قبل مهندسي أوبونتو لتكون قادرة على العمل على المنصات السحابية مثل أمازون إي سي 2 وأوبن ستاك وويندوز وحافظات لينكس. أوبونتو أيضًا منخرط شائع في شركة Digital Ocean التي تقدم خوادم افتراضية خاصة.
أضاف أوبونتو 11.04 الدعم لمشروع أوبن ستاك، مع برنامج أُكالِبْتوس المُلحَق لأدوات النقل الخاصة بأوبن ستاك والذي أضافته كانونيكال في خادم أوبونتو 11.10. ركز هذا الأخير على أوبن ستاك كونه البنية التحتية المفضلة لأوبونتو. كما ركز أيضًا على برنامج Juju الذي يدير ويستضيف قواعد البيانات للبنى التحتية للشركات عن طريق خادم أوبونتو.

## التطوير

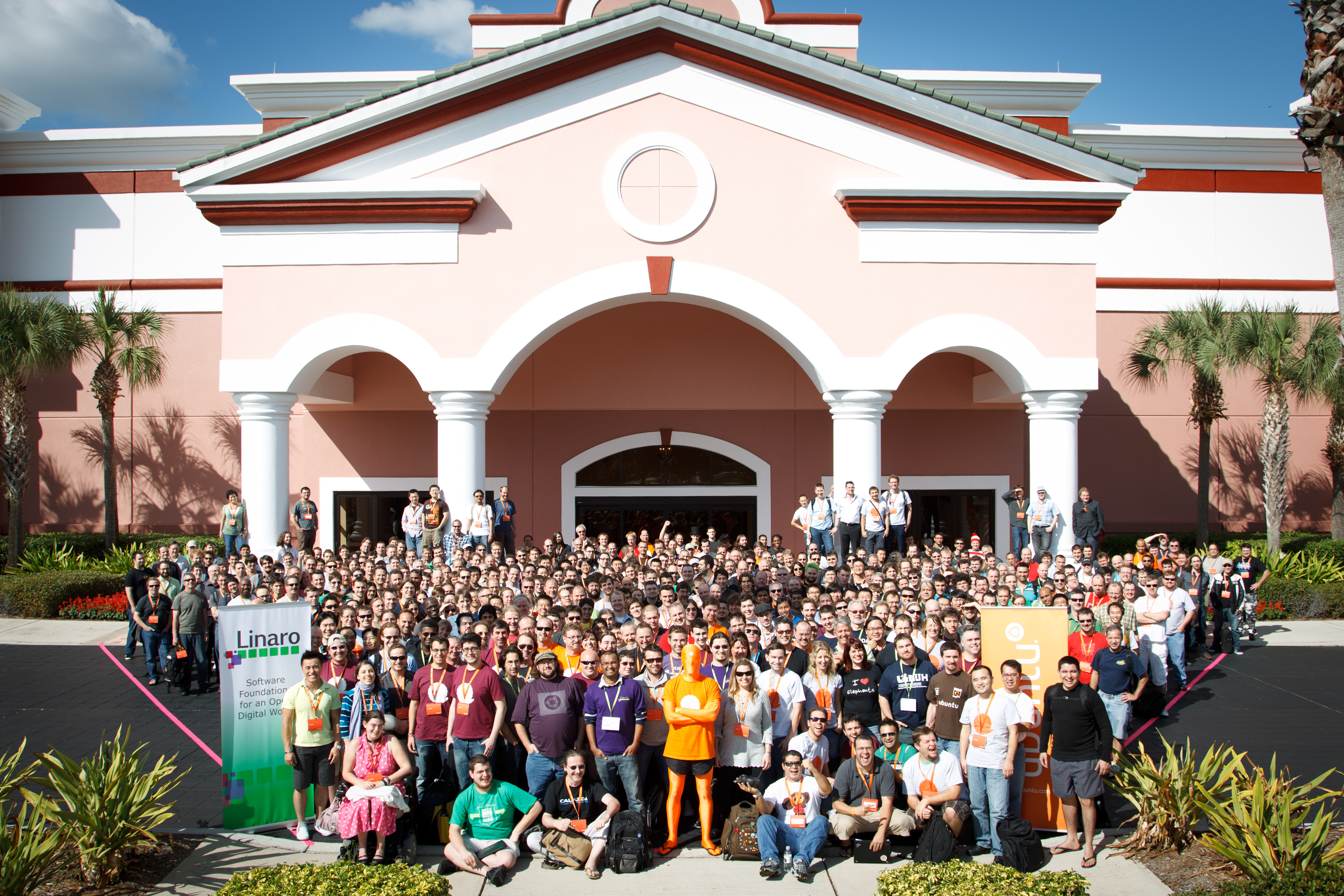
صورة للمؤتمر الخاص بإصدار أوبونتو 12.04 طويل الأمد.

مؤتمر مطوري أوبونتو هو مؤتمر مطوري برمجيات ينعقد قبيل إصدار نسخة عامة جديدة من أوبونتو. 

عند بداية كل دورة تطوير، يجتمع مطورو أوبونتو من أنحاء العالم للمشاركة في تكوين الإصدار القادم من أوبونتو. المؤتمر متاح للجميع، لكنه ليس نقاشًا أو عرضًا أو حدثًا موجهًا للجمهور، فهو بالنسبة لمطوري أوبونتو الذين يتعاونون عادة على الإنترنت فرصة للعمل وجهًا لوجه على مهام محددة. وابتداءً من فبراير 2013 فإن المؤتمر أصبح على جوجل هانج آوتس حيث يسمح لأي عدد من المشاهدين والمشاركين بالمشاركة، وينعقد في يومين مختلفين بدلا من يومين متتاليين.

## خدمة التوصيل
كانت كانونيكال توفر أقراص تثبيت أوبونتو بلا مقابل عن طريق خدمة تسمي شيب إت (ShipIt) بعد عمل طلب للأقراص في الموقع ويتم قبوله ثم يتم إرسال الأقراص عبر العنوان البريدي للمستخدم بدون مقابل. زمن التوصيل يتراوح ما بين ستة إلى عشرة أسابيع. حاليا، لا يتوفر الشحن المجاني إلا لأوبونتو وكوبونتو، لكن التوزيعات الأخرى مثل إكس أوبونتو غير متوفرة عبر هذه الخدمة. وفي سنة 2008 تم إلغاء نسخة الإدبونتو من قائمة النسخ التي تصل إلى البريد.

## توزيعات مبنية على أوبنتو

### رسمية
- كوبونتو
- إيديوبونتو
- إكسبونتو
- ابونتو ستوديو
- لوبونتو

### غير الرسمية
- سبيلي
- Fluxbuntu
- nUbuntu
- جنيوسنس
- Linux Mint